# Poštovice
Poštovice (Duits: Poschtowitz of Postowitz) is een Tsjechische gemeente in de regio Midden-Bohemen en maakt deel uit van het district Kladno. Het dorp ligt op 11 km afstand van Slaný.
Poštovice telt 221 inwoners (2023).

## Geografie
Het dorp wordt omgeven door andere plaatsen, te weten:
- Kmetiněves (oosten);
- Radešín (noorden);
- Šlapanice (westen);
- Zlonice en Tmáň (zuiden).

## Geschiedenis
De eerste schriftelijke vermelding van Poštovice dateert van 1186, toen het dorp vermeld werd in een oorkonde van prins Frederik van Bohemen en zijn vrouw Elisabeth. Volgens de oorkonde was het dorp dat jaar eigendom van de provoost van de Sint-Vituskathedraal in Praag, die het met de kanunniken van Praag ruilde voor Pšov.
Sinds 1990 is Poštovice een zelfstandige gemeente binnen het district Kladno.

## Vlag en wapen
De gemeentevlag en het -wapen werden op 21 april 2020 bij besluit van de voorzitter van de Kamer van Afgevaardigden toegekend.

## Verkeer en vervoer

### Autowegen
Weg II/239 loopt door het dorp en verbindt Poštovice met Černčice, Peruc en Černuc.

### Spoorlijnen
Er is geen spoorlijn of station in het dorp. Het dichtstbijzijnde station is Kmetiněves, op twee kilometer afstand. Dat station ligt aan spoorlijn 095/096 Vraňany - Libochovice. Op vier kilometer afstand ligt station Zlonice aan zowel spoorlijn 095/096 als 110 Kralupy nad Vltavou - Louny.

### Buslijnen
Er is één bushalte in Poštovice:
| Halte     | Lijn(en)    | Route(s)                                           | Vervoerder                                          |
| --------- | ----------- | -------------------------------------------------- | --------------------------------------------------- |
| Poštovice | 594 595 650 | Zlonice - Slaný Peruc - Velvary Litoměřice - Slaný | ČSAD Slaný ČSAD Slaný Doprava Ústeckého kraje (DÚK) |

## Bezienswaardigheden
- Dorpskapel

## Galerĳ

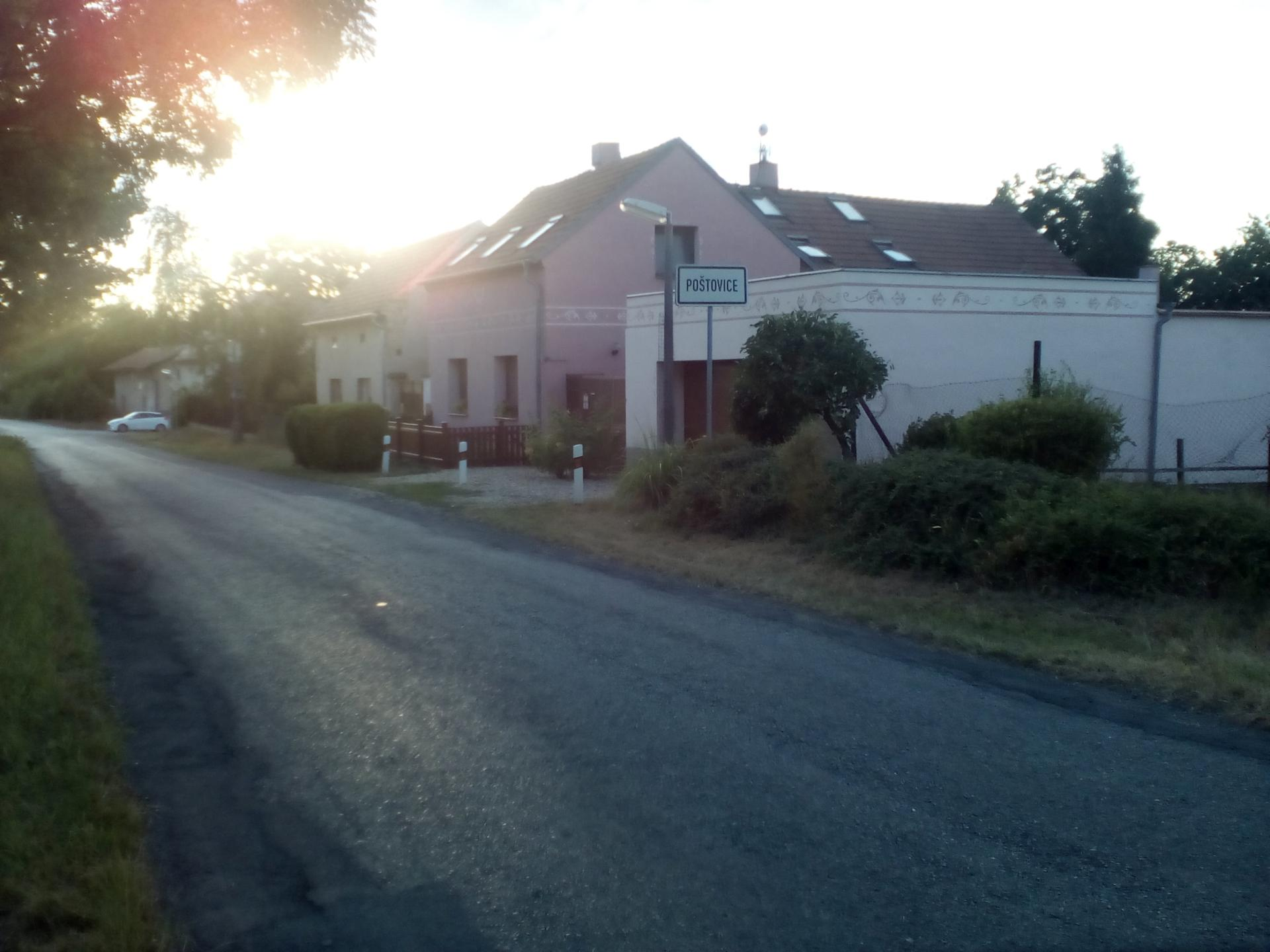
Oostelijke toegangsweg tot het dorp
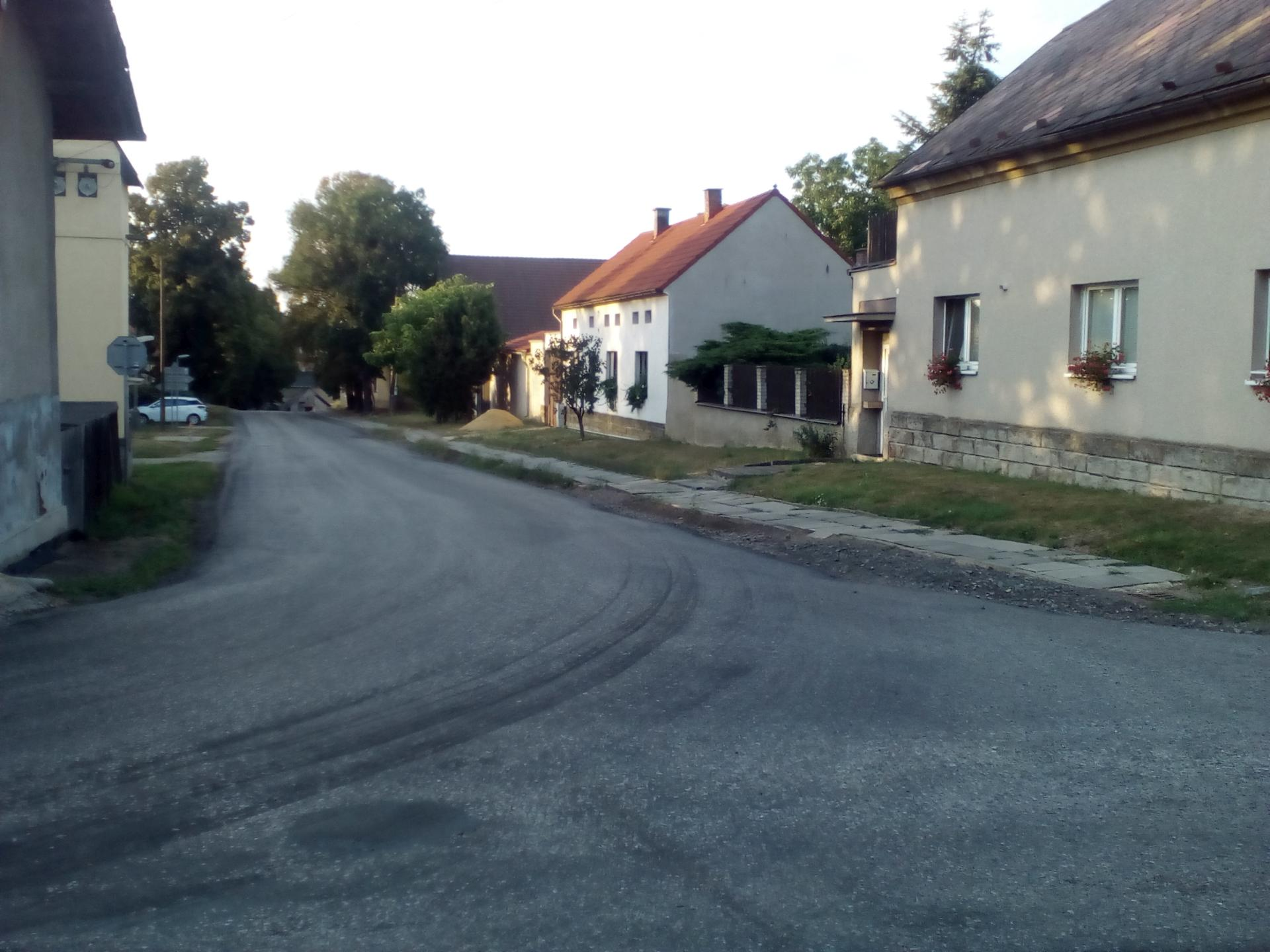
Hoofdstraat nabij gemeentehuis
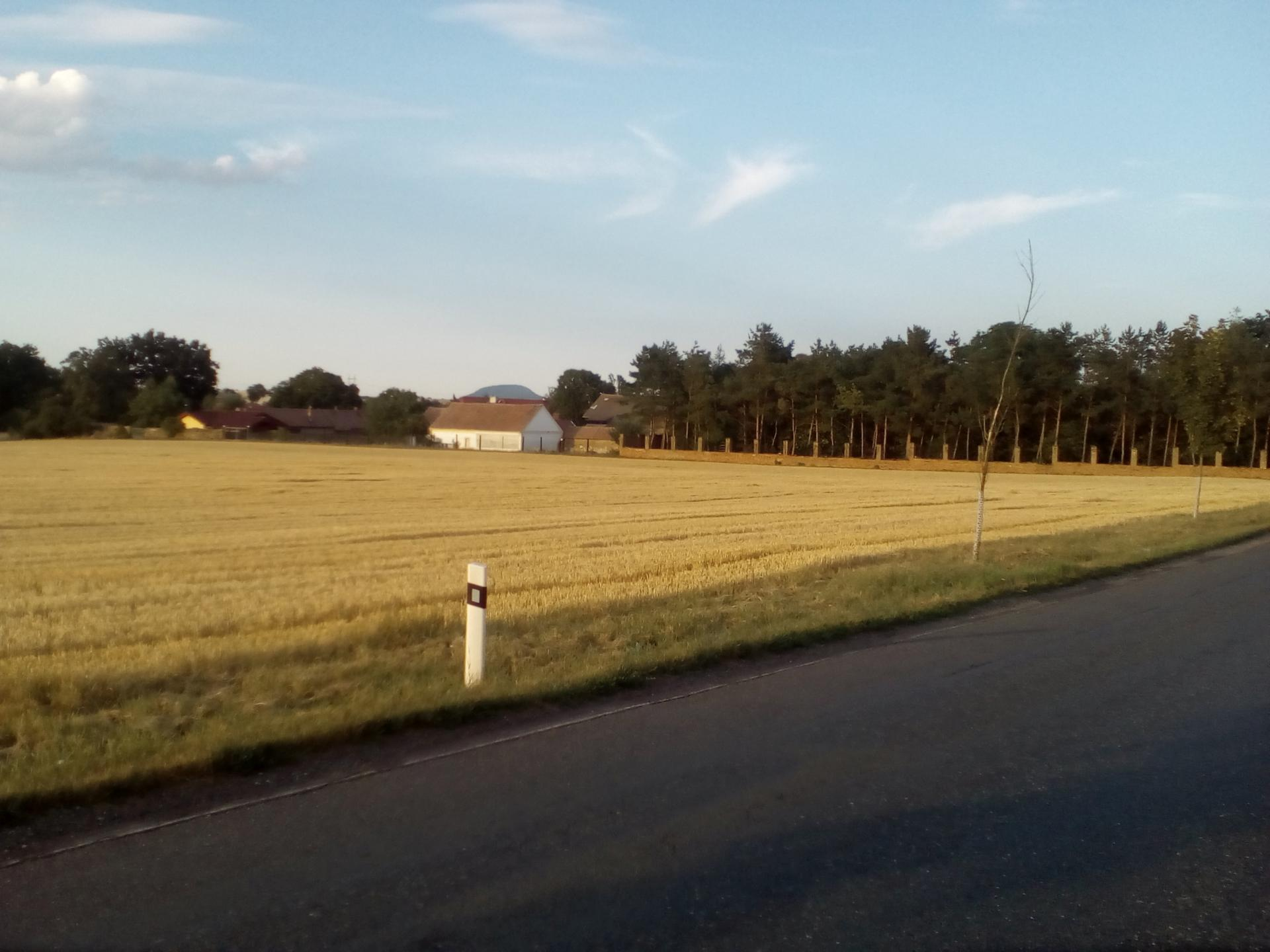
Boerderij nabij het dorp
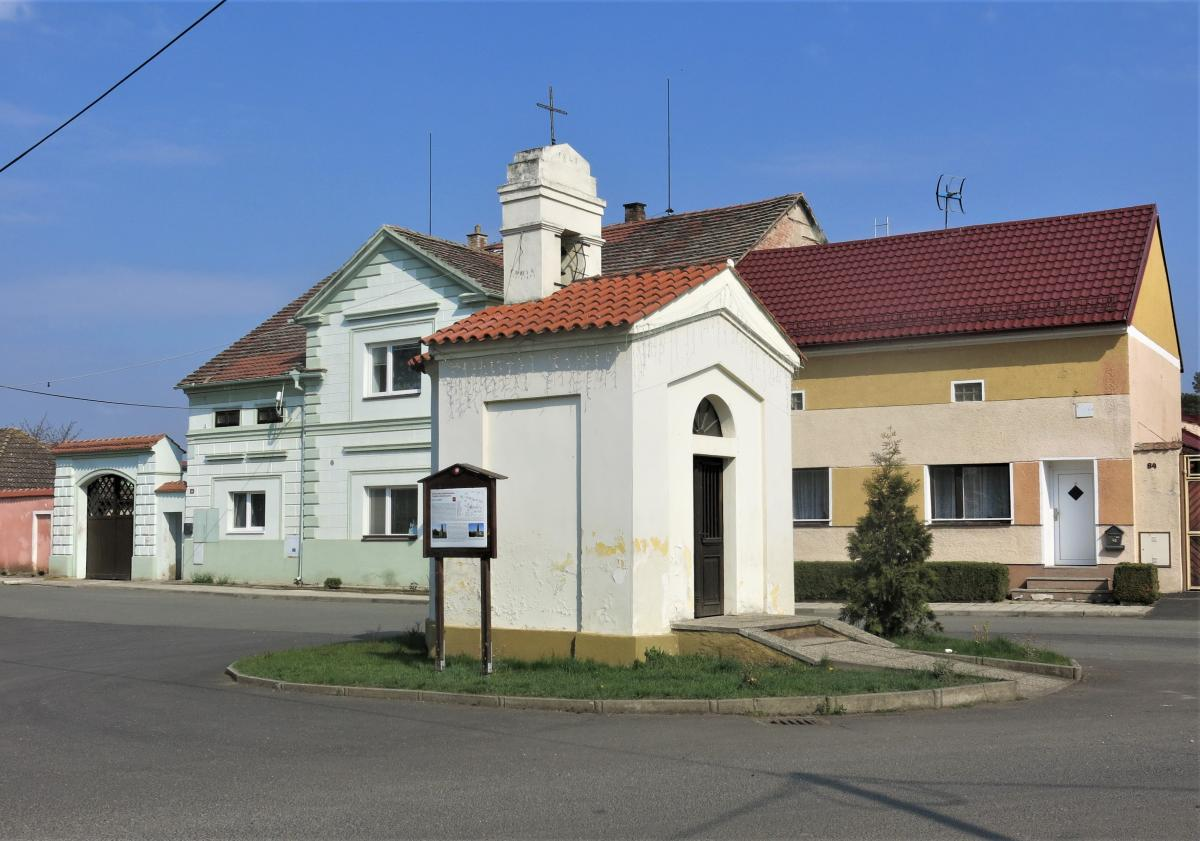
Dorpskapel